# Hippocrepis biflora
Hippocrepis biflora es un arbusto de la familia de las fabáceas. Es originaria de la región del Mediterráneo.

## Descripción
Es una planta de ciclo anual de pequeñas dimensiones, si está fructificada es fácil de reconocer que se trata de una Hippocrepis por sus legumbres articuladas, con las semillas ocupando cada una un estrangulamiento, y las hojas con numerosos folíolos uno de ellos terminal. Esta especie tiene las flores normalmente aisladas y sobre pedúnculos muy cortos simulando que están sentadas; este carácter la diferencia de Hippocrepis multisiliquosa que tiene varias flores en el extremo de un pedúnculo casi tan largo como la hoja correspondiente. Tiene una floración primaveral.

## Distribución y hábitat
Se distribuye por el Mediterráneo. Habita en tierras áridas, campos incultos y caminos. En comunidades de hábitos terofíticos.

## Citología
Números cromosomáticos de Hippocrepis biflora  (Fam. Leguminosae) y táxones infraespecificos : 
2n=14.

## Sinonimia
- Hippocrepis unisiliquosa subsp. biflora (Spreng.) O.Bolòs & Vigo, Fl. Països Catalans 1: 642 (1984)
- Hippocrepis unisiliquosa auct. , non L.[2]

## Nombre común
- Castellano: herradura de caballo, herraduras, hierba de la herradura, hierba del pico, lunaria, yerba del pico.[2]